# 郑州中州智选假日酒店
郑州中州智选假日酒店是位于中华人民共和国河南省郑州市的一家中价位酒店，前身是1981年落成的郑州国际饭店。酒店位于金水区金水路114号，与河南中州皇冠假日酒店、郑州中州假日酒店、郑州索菲特国际饭店同处一院。酒店设有269间标准客房，包括7间套房，目前由洲际酒店集团经营管理，为大中华区第一家开业的智选假日酒店。

## 历史
酒店建筑于1978年11月开工，1981年6月落成，投资额人民币1500万。酒店在落成之初曾隶属于河南省旅游局，曾为主要接待外宾和华侨的酒店，1981年开业时称为中州宾馆西楼，1982年改称河南省旅游宾馆，1983年2月改称河南省国际饭店。
2003年，酒店重新装修，后引进洲际酒店集团进行管理，以“郑州中州国际快捷假日酒店”的名称开业运营，为中国首家快捷假日(Holiday Inn Express)品牌酒店。2011年1月，洲际酒店集团宣布将“快捷假日酒店”在大中华区的中文名称更改为“智选假日酒店”，酒店名称随之改为现名称。

## 建筑设计与结构
酒店由客房楼、餐厅、宴会厅、厨房、备餐间和库房等部分组成，主体建筑高56.4米，共14层，局部16层，采用框架剪力墙结构，现浇柱，预制梁板。外封闭墙为240毫米厚空斗墙，内墙为120毫米厚空心砖墙。

## 交通
酒店距离郑州新郑国际机场35公里，约30分钟车程。
| 郑州公交 \| 国际饭店 \| 国际饭店 \| 国际饭店 \| 国际饭店 \| 国际饭店 \| \| 编号 \| 路线 \| 路线 \| 路线 \| 备注 \| \| -------- \| --------------------- \| --------------------- \| ------------------------ \| --------------------- \| \| 26 \| 已于2023年9月19日停办 \| 已于2023年9月19日停办 \| 已于2023年9月19日停办 \| 已于2023年9月19日停办 \| \| 43 \| 已于2023年11月1日停办 \| 已于2023年11月1日停办 \| 已于2023年11月1日停办 \| 已于2023年11月1日停办 \| \| 115 \| 商都路十里铺 \| ⇆ \| 河南大学 \| \| \| 122 \| 已于2023年9月16日停办 \| 已于2023年9月16日停办 \| 已于2023年9月16日停办 \| 已于2023年9月16日停办 \| \| 916 \| 郑州东站 \| ⇆ \| 紫荆山金水路东 \| \| \| Y13 \| 郑州东站 \| ⇆ \| 医学院 \| 夜间服务 \| \| Y31 \| 紫荆山金水路东 \| ⇆ \| 河南财经政法大学（西门） \| 夜间服务 \| |                       |                       |                          |                       |
| 国际饭店 |                       |                       |                          |                       |
| 编号 | 路线                  | 路线                  | 路线                     | 备注                  |
| 26 | 已于2023年9月19日停办 | 已于2023年9月19日停办 | 已于2023年9月19日停办    | 已于2023年9月19日停办 |
| 43 | 已于2023年11月1日停办 | 已于2023年11月1日停办 | 已于2023年11月1日停办    | 已于2023年11月1日停办 |
| 115 | 商都路十里铺          | ⇆                     | 河南大学                 |                       |
| 122 | 已于2023年9月16日停办 | 已于2023年9月16日停办 | 已于2023年9月16日停办    | 已于2023年9月16日停办 |
| 916 | 郑州东站              | ⇆                     | 紫荆山金水路东           |                       |
| Y13 | 郑州东站              | ⇆                     | 医学院                   | 夜间服务              |
| Y31 | 紫荆山金水路东        | ⇆                     | 河南财经政法大学（西门） | 夜间服务              |